# Collegio uninominale Lazio 2 - 03 (2020)
Il collegio elettorale uninominale Lazio 2 - 03 è un collegio elettorale uninominale della Repubblica Italiana per l'elezione della Camera dei deputati.

## Territorio
Come previsto dalla legge n. 51 del 27 maggio 2019, il collegio è stato definito tramite decreto legislativo all'interno della circoscrizione Lazio 2.
È formato dal territorio di 17 comuni della provincia di Latina: Aprilia, Bassiano, Cisterna di Latina, Cori, Latina, Maenza, Norma, Pontinia, Priverno, Prossedi, Rocca Massima, Roccagorga, Roccasecca dei Volsci, Sabaudia, Sermoneta, Sezze e Sonnino.
Il collegio è parte del collegio plurinominale Lazio 2 - 02.

## Eletti
| Elezione | Elezione | Deputato        | Partito           |
| -------- | -------- | --------------- | ----------------- |
|          | 2022     | Chiara Colosimo | Fratelli d'Italia |

## Dati elettorali

### XIX legislatura
Come previsto dalla legge elettorale, 147 deputati sono eletti con sistema a maggioranza relativa in altrettanti collegi uninominali a turno unico.
| Candidati                                 | Candidati                 | Voti    | %     | Liste                          | Voti    | %     |
| ----------------------------------------- | ------------------------- | ------- | ----- | ------------------------------ | ------- | ----- |
|                                           | Chiara Colosimo ✔️ Eletto | 88 970  | 54,52 | Fratelli d'Italia              | 55 321  | 33,90 |
| Lega per Salvini Premier                  | Chiara Colosimo ✔️ Eletto | 88 970  | 54,52 | 16 581                         | 10,16   |       |
| Forza Italia                              | Chiara Colosimo ✔️ Eletto | 88 970  | 54,52 | 16 498                         | 10,11   |       |
| Noi moderati/Lupi - Toti - Brugnaro - UDC | Chiara Colosimo ✔️ Eletto | 88 970  | 54,52 | 570                            | 0,35    |       |
|                                           | Tommaso Malandruccolo     | 31 940  | 19,57 | Partito Democratico-IDP        | 23 112  | 14,16 |
| Alleanza Verdi e Sinistra                 | Tommaso Malandruccolo     | 31 940  | 19,57 | 4 319                          | 2,65    |       |
| +Europa                                   | Tommaso Malandruccolo     | 31 940  | 19,57 | 3 605                          | 2,21    |       |
| Impegno Civico - Centro Democratico       | Tommaso Malandruccolo     | 31 940  | 19,57 | 904                            | 0,55    |       |
|                                           | Gianluca Bono             | 25 519  | 15,64 | Movimento 5 Stelle             | 25 519  | 15,64 |
|                                           | Tiziano Lauri             | 10 049  | 6,16  | Azione - Italia Viva - Calenda | 10 049  | 6,16  |
|                                           | Giuseppe Barbaro          | 2 894   | 1,77  | Italexit                       | 2 894   | 1,77  |
|                                           | Fabrizio Marchi           | 2 056   | 1,26  | Italia Sovrana e Popolare      | 2 056   | 1,26  |
|                                           | Francesca Malara          | 1 756   | 1,08  | Unione Popolare                | 1 756   | 1,08  |
| Totale                                    | Totale                    | 163 184 | 100   |                                | 163 184 | 100   |
|                                           |                           |         |       |                                |         |       |
| Schede bianche                            | Schede bianche            | 1 989   | 1,17  |                                |         |       |
| Schede nulle                              | Schede nulle              | 4 257   | 2,51  |                                |         |       |
| Votanti                                   | Votanti                   | 169 430 | 62,87 |                                |         |       |
| Elettori                                  | Elettori                  | 269 513 |       |                                |         |       |